# Ратко Стевановић
Ратко Стевановић (Крушевац, 25. септембар 1944) је српски политичар и бивши градоначелник Јагодине (од 28. маја 2012 до 20. јуна 2024).
Раније, у два мандата био је председник Скупштине града. Дипломирани је инжењер електротехнике.